# Havre
Havre – miasto w Stanach Zjednoczonych, w stanie Montana, siedziba administracyjna hrabstwa Hill.